# Chaguantapam
Los chaguantapam o chagustapa  fueron una etnia coahuilteca que moraban al norte de la bahía de Matagorda en los cursos superiores de los ríos Lavaca y Navidad, en las zonas que hoy corresponden al condado de Lavaca en Texas.
Esta etnia fue descubierta por Damián Massanet en 1690. Massanet dijo que en la zona también había otros grupos indígenas pero solo mencionó a los manam.
Los chaguantapam, según Massanet, vivían de la caza de bisonte y la recolección de plantas silvestres.